# 27 février en sport
27 janvier 27 mars
Chronologies thématiques
- Croisades
- Ferroviaires
- Disney

Le 27 février (58e jour de l'année) en sport.

## Événements

### VIeetVIIesièclesav. J.-C.
- (Jeux romains) : ouverture chaque année des Jeux de l'Equirria qui se tiennent jusqu'au 14 mars. Ce sont essentiellement des jeux équestres.

### XIXesiècle
- 1874 :
  - (Baseball) : premier match de baseball disputé en Angleterre (Kennington Oval de Londres). Des joueurs anglais de cricket signent cette première.
- 1886 :
  - (Football) : à Wrexham (Racecourse Ground), le Pays de Galles s'impose 5-0 sur l'Irlande devant 1 000 spectateurs.
- 1890 :
  - (Boxe) : les boxeurs Needham et Kerrigan s’affrontent pendant 100 rounds pour un match nul.
- 1900 :
  - (Football) : fondation du club allemand du Bayern de Munich.

### XXesièclede1901à1950
- 1915 :
  - (Sport automobile) : Grand Prix automobile des États-Unis.

### XXesièclede1951à2000
- 1994 :
  - (JO d'hiver) : à Lillehammer, cérémonie de clôture des Jeux olympiques d'hiver de 1994

### XXIesiècle
- 2007 :
  - (Hockey sur glace) : les Canadiens de Montréal échangent Craig Rivet au Sharks De San Jose en retour de Josh Gorges et d'un choix de 1re ronde au repêchage. Et Keith Ketchuk est échangé aux Trashers d'Atlanta en retour de plusieurs choix au repêchage et de Glenn Metropolit.
- 2010 :
  - (JO d'hiver) : à Vancouver au Canada 16e jour de compétition.
- 2014 :
  - (Football) : l'attaquant français de West Bromwich Albion Nicolas Anelka a été suspendu cinq matches par la fédération anglaise pour sa "quenelle" du 28 décembre dernier, un geste considérée par certains comme antisémite, a annoncé aujourd'hui la FA.
- 2016 :
  - (Rugby à XV /Tournoi féminin) : au Stade de Twickenham, les Anglaises s'impose face aux Irlandaises (13-9), lors de la 3e journée du Tournoi des Six Nations féminin.
  - (Rugby à XV /Tournoi masculin) : au Stade olympique de Rome, le XV écossais s'impose face au XV italien (36-20) puis au Stade de Twickenham, le XV anglais s'impose face au XV irlandais (21-10), lors de la 3e journée du Tournoi des Six Nations.
- 2022 :
  - (football /Carabao Cup) : Liverpool s'impose au tirs au but 11 à 10 face à Chelsea en finale de Carabao Cup.
- 2024 :
  - (Voile (sport) /Course au large) : arrivée à Brest du navigateur Charles Caudrelier qui remporte la 1re édition du tour du monde en solitaire nommé Arkéa Ultim Challenge en 50 j 19 h 7 min 42 s.

## Naissances

### XIXesiècle
- 1862 :
  - Anastásios Metaxás, tireur grec. († 28 janvier 1937).
- 1865 :
  - Timothée Jordan, joueur de cricket britannico-français. Médaillé d'argent aux Jeux de Paris 1900. († ?).
- 1888 :
  - Richard Kohn, footballeur puis entraîneur autrichien. (6 sélections en équipe nationale). († 16 juin 1963).

### XXesièclede1901à1950
- 1901 :
  - Paul Féret, joueur de tennis français. († 3 février 1984).
- 1902 :
  - Ethelda Bleibtrey, nageuse américaine. Championne olympique du 100 m, 300 m et du relais 4 × 100 m nage libre aux Jeux d'Anvers 1920. († 6 mai 1978).
  - Gene Sarazen, golfeur américain. Vainqueur des US Open 1922 et 1932, des PGA Championship 1922, 1923 et 1933, du British Open 1932 et du Masters 1935. († 13 mai 1999).
- 1904 :
  - André Leducq, cycliste sur route français. Champion du monde de cyclisme sur route 1924. Vainqueur des Tours de France 1930 et 1932, et de Paris-Roubaix 1928. († 18 juin 1980).
- 1905 :
  - Lucien Dolquès, athlète de fond français. Médaillé de bronze du cross par équipes aux Jeux de Paris 1924. († 17 juillet 1977).
  - Jacques Mairesse, footballeur français. (6 sélections en équipe de France). († 15 juin 1940).
- 1908 :
  - Pierre Brunet, rameur français. Médaillé de bronze en deux barré aux Jeux de Los Angeles 1932. († 12 mai 1979).
- 1910 :
  - Alois Schnabel, handballeur autrichien. Médaillé d'argent aux Jeux de Berlin 1936. († 20 septembre 1982).
- 1912 :
  - Henri Bolelli, joueur de tennis français. († 2 janvier 1984).
- 1914 :
  - Herbert Hasler, skipper britannique. († 5 mai 1987).
- 1925 :
  - Guy Amouretti, pongiste français. Vice-champion du monde par équipes de tennis de table 1948. († ? juin 2011).
- 1929 :
  - Djalma Santos, footballeur brésilien. Champion du monde de football 1958 et 1962. (98 sélections en équipe nationale). († 23 juillet 2013).
- 1933 :
  - Raymond Berry, joueur puis entraîneur américain de football américain.
- 1937 :
  - Ron Barassi, australien, joueur de football australien. († 16 septembre 2023).
- 1939 :
  - Peter Revson, pilote de F1 américain. (2 victoires en Grand Prix). († 22 mars 1974).
- 1940 :
  - Rolf Göring, pilote de courses automobile allemand.
- 1942 :
  - Klaus-Dieter Sieloff, footballeur allemand. (14 sélections en équipe nationale). († 13 décembre 2011).
- 1943 :
  - Klaus Köste, gymnaste est-allemand puis allemand. Médaillé de bronze du concours par équipes aux Jeux de Tokyo 1964 et aux Jeux de Mexico 1968 puis champion olympique du saut de cheval et médaillé de bronze par équipes aux Jeux de Munich 1972. Champion d'Europe de gymnastique artistique de la barre fixe 1971 et 1973. († 14 décembre 2012)
  - Carlos Alberto Parreira, entraîneur de footballeur brésilien. Sélectionneur de l'équipe du Ghana de 1969 à 1975, de l'équipe du Koweït de 1978 à 1983, de l'équipe du Brésil de 1983 à 1984, de 1992 à 1994 et de 2003 à 2006, de l'équipe des Émirats arabes unis de 1985 à 1988, de l'équipe d'Arabie saoudite de 1988 à 1990 et en 1998 puis de l'Afrique du Sud de 2007 à 2008 et de 2009 à 2010. Champion du monde de football 1994. Champion d'Asie de football 1980 et 1988. Vainqueur de la Copa América 2004.
- 1944 :
  - Jo Maso, joueur de rugby à XV puis dirigeant sportif français. Vainqueur du Tournoi des cinq nations 1967 et du Grand Chelem 1968. Sélectionneur du XV de France. (25 sélections en équipe de France).
- 1947 :
  - Jacques Cachemire, basketteur français. (248 sélections en équipe de France).

### XXesièclede1951à2000
- 1954 :
  - Jean Teulère, cavalier de concours complet français. Champion olympique par équipes aux Jeux d'Athènes 2004. Champion du monde individuel et médaille d'argent en équipe 2002.
- 1957 :
  - Robert De Castella, athlète de fond australien. Champion du monde d'athlétisme du marathon 1983.
  - Viktor Markin, athlète de sprint soviétique puis russe. Champion olympique du 400 m et du relais 4 × 400 m aux Jeux de Moscou 1980. Champion du monde d'athlétisme du relais 4 × 400 m 1983.
- 1960 :
  - Andrés Gómez, joueur de tennis équatorien. Vainqueur de Roland Garros 1990.
- 1961 :
  - Terence Stansbury, basketteur américain.
  - Kirsten Wenzel, rameuse est-allemande puis allemande. Championne olympique du quatre avec barreur aux Jeux de Moscou 1980. Championne du monde d'aviron de quatre avec barreur 1978.
  - James Worthy, basketteur américain.
- 1963 :
  - Francesco Cancellotti, joueur de tennis italien.
  - Nikolai Golovatenko, cycliste sur route soviétique puis kazakh.
- 1964 :
  - Thomas Lange, rameur est-allemand puis allemand. Champion olympique du skiff aux Jeux de Séoul 1988 et aux Jeux de Barcelone 1992 puis médaillé de bronze du skiff aux Jeux d'Atlanta 1996.
- 1965 :
  - Pedro Chaves, pilote de courses automobile portugais.
  - Oliver Reck, footballeur allemand. Médaillé de bronze aux Jeux de Séoul 1988.Champion d'Europe de football 1996. Vainqueur de la Coupe d'Europe des vainqueurs de coupe 1992. (1 sélection en équipe nationale).
- 1966 :
  - Pierre Pousse, hockeyeur sur glace puis entraîneur français.
  - Éric Wolfer, volleyeur français. (120 sélections en équipe de France).
- 1968 :
  - Matt Stairs, joueur de baseball américain.
- 1969 :
  - JD Jackson, basketteur puis entraîneur franco-canadien.
- 1971 :
  - David Rikl, joueur de tennis tchécoslovaque puis tchèque.
- 1973 :
  - Luca Moro, pilote de courses automobile italien. († 15 mars 2014).
- 1975 :
  - Brandon Williams, joueur américain de basket-ball.
- 1976 :
  - Tony Gonzalez, joueur américain de football américain.
- 1978 :
  - Juan Pedrero, pilote de rallye-raid moto et de motocross espagnol.
- 1980 :
  - Iván Hernández Soto, footballeur espagnol.
  - Kathrin Lehmann, hockeyeuse sur glace et footballeuse suisse. Victorieuse de la Coupe d'Europe féminine des clubs champions de hockey 2008 et de la Coupe féminine de l'UEFA 2009 au football.
- 1981 :
  - Pascal Feindouno, footballeur guinéen. (81 sélections en équipe nationale).
  - Élodie Ouédraogo, athlète de sprint belge. Championne olympique du relais 4 × 100 m aux Jeux de Pékin 2008.
- 1982 :
  - Bruno Soares, joueur de tennis brésilien.
- 1984 :
  - Yasser Al-Mosailem, footballeur saoudien. (29 sélections en équipe nationale).
  - James Augustine, basketteur américain.
  - Fadia Omrani, handballeuse tunisienne. Championne d'Afrique des nations féminin de handball 2014. (67 sélections en équipe nationale).
  - Anibal Sanchez, joueur de baseball vénézuélien.
  - Lotta Schelin, footballeuse suédoise. Médaillée d'argent aux Jeux de Rio 2016. Victorieuse des Ligue des champions féminine 2011, 2012 et 2016. (185 sélections en équipe nationale).
  - Antony Silva, footballeur paraguayen. (25 sélections en équipe du Paraguay).
  - Rhys Williams, athlète de haies britannique. Champion d'Europe d'athlétisme du 400 m haies 2012.
  - Ali Mohamed al-Zinkawi, athlète de lancers koweïtien. Champion d'Asie d'athlétisme du marteau 2003, 2005, 2007 et 2011
- 1985 :
  - Pape-Philippe Amagou, basketteur franco-sénégalo-ivoirien. (18 sélections avec l'équipe de Côte d'Ivoire).
  - Braydon Coburn, hockeyeur sur glace canadien.
  - Sébastien Martiny, trampoliniste français. Médaillé d'argent en synchro aux Mondiaux de trampoline 2009, 2010, 2018 et médaillé de bronze à ceux de 2015. Médaillé d'argent en synchro aux CE de trampoline 2008 et 2010.
- 1986 :
  - Carlo van Dam, pilote de courses automobile néerlandais.
- 1987 :
  - Romain Armand, footballeur français.
  - Aldo Curti, basketteur franco-camerounais.
  - Catherine Ward, hockeyeuse sur glace canadienne. Championne olympique aux Jeux de Vancouver 2010 et aux Jeux de Sotchi 2014.
- 1989 :
  - Aurélie Groizeleau, joueuse de rugby à XV et à sept puis arbitre internationale française. (5 sélections avec l'équipe de France de rugby à XV et 7 avec celle de rugby à sept).
  - Stephen Kiprotich, athlète de fond ougandais. Champion olympique du marathon aux Jeux de Londres 2012. Champion du monde d'athlétisme du marathon 2013.
  - Koo Ja-cheol, footballeur sud-coréen.
  - Varlam Liparteliani, judoka géorgien. Médaillé d'argent des -90 kg aux Jeux de Rio 2016. Champion d'Europe de judo des -90 kg 2012, 2014 et 2016.
- 1990 :
  - Facundo Bagnis, joueur de tennis argentin.
- 1991 :
  - Gregor Deschwanden, sauteur à ski suisse.
- 1992 :
  - Filip Krajinović, joueur de tennis serbe.
  - Léo Lacroix, footballeur brésilio-suisse. (1 sélection avec l'équipe de Suisse).
  - Meyers Leonard, basketteur américain.
  - Jimmy Vicaut, athlète de sprint français. Médaillé de bronze du relais 4 × 100 m aux Jeux de Londres 2012. Médaillé d'argent du relais 4 × 100 m aux Mondiaux d'athlétisme 2011. Champion d'Europe d'athlétisme du relais 4 × 100 m 2010, médaillé d'argent du 100 m et de bronze du relais 4 × 100 m aux CE d'athlétisme 2012 puis médaillé d'argent du relais 4 × 100 m et de bronze du 100 m aux CE d'athlétisme 2016.
  - Callum Wilson, footballeur anglais. (4 sélections en équipe nationale).
- 1993 :
  - Alphonse Areola, footballeur français. Champion du monde football 2018. (2 sélections en équipe de France).
  - Andrés Villena, volleyeur espagnol. (21 sélections en équipe nationale).
- 1995 :
  - Jim Allevinah, footballeur franco-gabonais. (16 sélections avec l'équipe du Gabon).
- 1996 :
  - Marcus Mathisen, footballeur danois.
  - Aurélien Paret-Peintre, cycliste sur route français.
- 2000 :
  - Silvio Goričan, footballeur croate.
  - Filip Kaloč, footballeur tchèque.

### XXIesiècle
- 2001 :
  - An San, archère sud-coréenne. Championne olympique en individuelle, par équipes et par équipes mixte aux Jeux de Tokyo 2020.

## Décès

### XXesièclede1901à1950
- 1908 :
  - Norman Biggs, 37 ans, joueur de rugby à XV gallois. (8 sélections en équipe nationale). (° 3 novembre 1870).
- 1946 :
  - James Cecil Parke, 64 ans, joueur de tennis irlandais et britannique. Médaillé d'argent du double outdoor aux Jeux de Londres 1908. Vainqueur de l'Open d'Australie 1912 et de la Coupe Davis 1912. (° 26 juillet 1881).

### XXesièclede1951à2000
- 1960 :
  - Ettore Chimeri, 38 ans, pilote de course automobile vénézuélien. (° 4 juin 1921).
- 1961 :
  - Platt Adams, 75 ans, athlète de sauts américain. Champion olympique de la hauteur sans élan et médaillé d'argent de la longueur sans élan aux Jeux de Stockholm 1912. (° 23 mars 1885).
- 1986 :
  - Jacques Plante, 57 ans, hockeyeur sur glace canadien. (° 17 janvier 1929).

### XXIesiècle
- 2001 :
  - Jean-Louis Ricci, 57 ans, pilote de courses automobile d'endurance français. (° 22 février 1944).
- 2006 :
  - Ferenc Bene, 61 ans, footballeur hongrois. Champion olympique aux Jeux de Tokyo 1964. (76 sélections en équipe nationale). (° 17 décembre 1944).
- 2010 :
  - Pierre Monneret, 79 ans, pilote de vitesse moto français. (2 victoires en Grand Prix). (° 12 janvier 1931).
- 2011 :
  - Duke Snider, 84 ans, joueur de baseball américain. (° 19 septembre 1926).
- 2012 :
  - Armand Penverne, 85 ans, footballeur puis entraîneur français. (39 sélections en équipe de France). (° 26 novembre 1926).
- 2024 :
  - Guido Macor, 91 ans, footballeur italien. (° 4 octobre 1932).